# ميك رايت
ميك رايت (بالإنجليزية: Mick Wright)‏ (17 فبراير 1950 بدارلينغتون في المملكة المتحدة - ) هو لاعب كرة قدم بريطاني في مركز الدفاع. لعب مع كروك تاون ‏ ودارلينجتون إف سى.

## وصلات خارجية
- ميك رايت على موقع قاعدة بيانات كرة القدم.إي يو (الإنجليزية)